# Strike Up the Band (musical)
Strike Up the Band is een musical met muziek van George Gershwin op teksten van Ira Gershwin, gebaseerd op een verhaal en een libretto van George S. Kaufman. De musical is geproduceerd door Edgar Selwyn. De première van de eerste editie was op 5 september 1927 in het Shubert Theatre te Philadelphia en de première van de tweede editie was op 14 januari 1930 in het Times Square Theatre te New York. Nadat de eerste editie in Philadelphia een flop werd, heeft Morrie Ryskind het libretto danig aangepast in de loop van 1929. Zijn versie in 1930 werd een succes en werd 191 keer uitgevoerd.
In beide edities wordt in het verhaal de Amerikaanse voorliefde voor oorlog op de hak genomen: Amerika verklaart de oorlog aan Zwitserland vanwege een handelskwestie.

## Verhaal
Het verschil tussen de twee versie, die uit 1927 en die uit 1930, is als volgt: Het originele verhaal van George S. Kaufman gaat over Horace J. Fletcher, een meedogenloze, keiharde kaasmagnaat die zijn monopolie op de Amerikaanse markt probeert te behouden door de regering van de Verenigde Staten te overtuigen Zwitserland de oorlog te verklaren. Het verhaal eindigt heel vaag. In de tweede versie, die van Ryskind uit 1930, wordt de politieke ondertoon een beetje verzacht, het romantische aspect wat verhoogd en wordt er een happy end aan de musical toegevoegd. Het incident wat de oorlog veroorzaakt is nu niet kaas, maar chocolade.

## Cast
| 1927             | 1930            |
| ---------------- | --------------- |
| Vivian Hart      | Bobby Clarke    |
| Herbert Corthell | Paul McCullough |
| Jimmy Savo       | Blanche Ring    |
| Morton Downey    | Dudley Clements |
| Lew Hearn        | Gordon Smith    |
| Roger Pryor      | Kathryn Hamill  |
| Edna May Oliver  | Helen Gilligan  |
|                  | Doris Carson    |
|                  | Jerry Goff      |

## Liederen
| Akte 1 1927                               | Akte 1 1930                                 |
| ----------------------------------------- | ------------------------------------------- |
| Fletcher's American Cheese Choral Society | Fletcher's American Choclate Choral Society |
| Seventeen and Twenty-One                  | I Mean to Say                               |
| Typical Self-Made American                | Typical Self-Made American                  |
| Meadow Serenade                           | *Soon*                                      |
| Unofficial Spokesman                      | A Man of High Degree                        |
| Patriotic Rally                           | The Unofficial Spokesman                    |
| *The Man I Love*                          | Three Cheers for the Union                  |
| Yankee Doodle Rhythm                      | If I Became President                       |
| Seventeen and Twenty-One (reprise)        | Hanging Around with You                     |
| Act I Finaletto                           | He Knows Milk                               |
| *Strike Up the Band*                      | Strike Up the Band                          |
| Akte 2 1927                               | Akte 2 1930                                 |
| Oh This Is Such a Lovely War              | In the Rattle of the Battle                 |
| Hoping That Someday You'd Care            | Military Dancing Drill                      |
| Come-Look-at-the-War                      | Mademoiselle from New Rochelle              |
| Military Dancing Drill                    | *I've Got a Crush on You*                   |
| How About a Man?                          | Like Me?                                    |
| Act II Finaletto                          | Official Resume                             |
| Homeward Bound/The Girl I Love            | Ring a Ding Dong Bell                       |
| The War That Ended War                    |                                             |
| Finale Ultimo                             |                                             |

De liedjes tussen een * zijn een hit geworden en door tal van jazzmusici uitgevoerd en op lp of cd opgenomen.

## Bijzonderheden
- Beide edities beginnen met een Ouverture die nog steeds wel eens in de concertzaal wordt uitgevoerd.
- De beroemdste song, The Man I Love, is uit de tweede editie verwijderd. Het was het favoriete nummer van de Franse componist Maurice Ravel.[1]
- Van de musical is in 1940 een verfilming gemaakt door MGM onder regie van Busby Berkeley met in de hoofdrollen Mickey Rooney en Judy Garland. Alleen het nummer "Strike Up the Band" werd gebruikt, gespeeld door Paul Whiteman and His Orchestra. Inhoudelijk wijkt de film af van de musicalversie uit 1930.
- De Gershwins voegden een tiental nieuwe nummers toe aan de tweede editie (1930) en herschreven de teksten of veranderden zelfs de melodieën van veel van de nummers uit 1927. In de nieuwe partituur zit meer swing en minder invloed van de Engelse Gilbert and Sullivan.
- in 1991 bracht het Amerikaanse platenlabel Nonesuch een cd-box, inclusief een uitgebreid boekwerk, uit met een geheel complete restauratie van de musicalversies uit 1927 en 1930. Gerestaureerd door Tommy Krasker en uitgevoerd onder leiding van John Mauceri.[2]